# بایا ویستا (کالیفرنیا)
بایا ویستا (به انگلیسی: Bayo Vista) یک منطقهٔ مسکونی در ایالات متحده آمریکا است که در شهرستان کنترا کوستا، کالیفرنیا واقع شده‌است. بایا ویستا ۵ متر بالاتر از سطح دریا واقع شده‌است.